# افسانه قهرمانان کهکشان
افسانه قهرمانان کهکشان (به انگلیسی: Legend of the Galactic Heroes) Ginga Eiyū Densetsu (ژاپنی: 銀河英雄伝説) یک مجموعه رمان علمی-تخیلی نوشته یوشیکی تاناکا است. در آینده ای دور، دو حکومت بین ستاره ای امپراتوری کهکشانی سلطنتی و اتحاد دموکراتیک سیارات آزاد درگیر یک جنگ بی‌پایان هستند. داستان بر روی سوء استفاده‌های دو شخصیت اصلی یعنی راینهارد فون لوهنگرام و یانگ ون لی تمرکز دارد که به ترتیب در امپراتوری کهکشانی و اتحاد سیارات آزاد به قدرت و شهرت می‌رسند.
یک اقتباس انیمه ۱۱۰ قسمتی از رمان‌ها به تولیدی استودیو کیتی فیلمز بین سال‌های ۱۹۸۸ تا ۱۹۹۷ منتشر شد. همچنین یک مانگا بر پایه رمان‌ها با هنر کاتسومی میچیهارا انتشار یافته‌است. علاوه بر این، چندین بازی ویدیویی نیز وجود دارد که آخرین نسخه آن در سال ۲۰۰۸ یک بازی استراتژی هم‌زمان است. این مجموعه مدت‌ها ترجمه رسمی انگلیسی نداشت تا آن که در سال ۲۰۱۵ ویز مدیا اعلام کرد که ترجمه رسمی انگلیسی را منتشر خواهد کرد. از سال ۲۰۱۸، یک اقتباس انیمه ای جدید توسط استودیو پروداکشن آی. جی در حال پخش است.

## فضای داستانی
در سال ۲۸۰۱ پس از میلاد، بشر به فناوری سفر در فضا دست پیدا می‌کند و در جهت حفظ منابع قدرت‌ها در کهکشان، فدراسیون کهکشانی تشکیل می‌شود، پس از سال‌ها، قدرت سیاسی از سیاره زمین (که اکنون به نام Terra نامیده می‌شود) دور می‌شود و تقویم عصر فضایی جایگزین تقویم میلادی شد، در سال ۳۱۱۰ امپراتوری، ۳۱۰ فضایی، رودولف فون گلدنبام، یک دریاسالار سابق که تبدیل به سیاستمدار دیکتاتوری شد، به قدرت برگزیده می‌شود و خود را به عنوان امپراتور رودولف اول، پادشاهی مطلقه امپراتوری کهکشانی اعلام می‌کند و تقویم جدیدی به نام تقویم امپراتوری را ایجاد می‌کند. رژیم او سیاست‌های افراطی را اتخاذ می‌کند، از جمله سرکوب هر مخالف و نابود کردن هر کسی که تصور شود بسیار ضعیف است (مانند معلولان و فقرا) که تا زمان مرگ او در سال ۳۱۵۱ پس از میلاد، ۳۵۱ فضایی، ۴۲ امپراتوری، این سیاست اجرا می‌شد. همچنین گلدنبام پایتخت امپراتوری را به سیاره اودین، سومین سیاره در منظومه والهالا منتقل می‌کند.
در ۳۲۷۳ پس از میلاد، ۴۷۳ فضایی، ۱۶۴ امپراتوری، گروهی از رعیت در منظومه ستاره‌ای Altair موفق می‌شوند از اسارت فرار کنند و مارش طولانی ۱۰۰۰۰ سال نوری را در بازوی کمان طی می‌کنند تا از امپراتوری کهکشانی فرار کنند. در سال ۳۳۲۷ پس از میلاد، ۵۲۷ فضایی، ۲۱۸ امپراتوری، این افراد اتحاد سیارات آزاد را بنیان‌گذاری می‌کنند، یک جمهوری دموکراتیک که از تقویم عصر فضایی استفاده می‌کند و پایتخت آن در سیاره هاینسن است. در ۳۴۴۰ پس از میلاد، ۶۴۰ فضایی، ۳۳۱ امپراتوری اولین نبرد بین امپراتوری و اتحاد رخ می‌دهد که منجر به پیروزی بزرگ اتحاد شد. دو قلمرو از آن زمان تاکنون در حال جنگ بوده‌اند.
قلمرو سومی نیز به نام فزان وجود دارد. فزان یک سیاره-دولت (دولت‌شهر در مقیاس کهکشانی) است که از نظر فنی بخشی از قلمرو امپراتوری محسوب می‌شود و به آنها ادای احترام می‌کند ولی همزمان با اتحاد نیز رابطه خود را حفظ می‌کند. فزان که توسط ارباب‌هایی به نام «لندشرر» اداره می‌شود، هم به عنوان مظلوم و هم به عنوان فریبکار، قدرت را به دست می‌آورند و تنها پیوند بین امپراتوری و اتحاد را فراهم می‌کند، در حالی که همزمان دو طرف را در برابر یکدیگر بازی می‌دهند.

## داستان
داستان در آینده‌ای دور در کهکشان راه شیری روایت می‌شود که از تاریخ ۳۵۹۶ پس از میلاد، ۷۹۶ فضایی، ۴۸۷ امپراتوری شروع می‌شود. بخشی از کهکشان مملو از جهان‌های زمین‌دار است که در آن انسان‌های بین‌ستاره‌ای در حال سفر هستند. به مدت ۱۵۰ سال، دو قدرت فضایی قدرتمند به‌طور متناوب با یکدیگر جنگیده‌اند: امپراتوری کهکشان و اتحاد سیارات آزاد.
در درون امپراتوری کهکشان، یک جوان نابغه نظامی جاه طلب به اسم راینهارد فون موزل، که بعدها نام راینهارد فون لوهنگرام را به خود داد، در حال به قدرت رسیدن است. او با هدف آزاد کردن خواهرش آنروس، که توسط قیصر به عنوان صیغه گرفته شده بود، شروع به قدرت گرفتن می‌کند. بعداً، او نه تنها می‌خواهد به سلسله فاسد گلدنبام پایان دهد، بلکه می‌خواهد اتحاد سیاره‌های آزاد را نیز شکست دهد و کل کهکشان را تحت حکومت خود متحد کند.
در ناوگان ستاره ای اتحاد سیارات آزاد، نابغه دیگری به نام یانگ ونلی وجود دارد. او در ابتدا آرزو داشت از طریق آکادمی نظامی تاریخ‌نگار شود و تنها به دلیل نیاز به پول شهریه به بخش تاکتیکی ارتش پیوست. او به سرعت به عنوان کمودور ارتقاء یافت زیرا در بسیاری از نبردها و درگیری‌های سرنوشت ساز در استراتژی نظامی برتری نشان داد. او به رقیب اصلی راینهارد تبدیل می‌شود، اگرچه آنها به یکدیگر بسیار احترام می‌گذارند. برخلاف راینهارد، او بیشتر به خاطر پیروزی‌ها و موفقیت‌هایش در غلبه بر شانس‌های به ظاهر غیرممکن و کاهش خسارات جانبی و تلفات ناشی از عملیات نظامی شناخته می‌شود.
یانگ ونلی به عنوان یک تاریخ‌نگار، اغلب انگیزه‌های دشمنان خود را پیش‌بینی می‌کند، تاریخ غنی دنیای خود را روایت می‌کند و تفسیری ارائه می‌دهد. یکی از نقل قول‌های معروف او این است که «جنگ‌های کمی بین خیر و شر وجود دارد. اکثر آنها بین یک خوب و یک خوب دیگر هستند».
علاوه بر دو قهرمان اصلی، داستان پر از شخصیت‌های درخشان است که با ارائه سیاست‌های ظریف و در هم پیچیده همراه می‌شود. همه انواع شخصیت‌ها - از اشراف بالا، دریاسالارها و سیاستمداران گرفته تا سربازان عادی و کشاورزان- در هم تنیده شده‌اند. روایت داستان اغلب از قهرمانان اصلی به سرباز گمنامی که برای جان خود در میدان جنگ می‌جنگد تغییر می‌کند.
سومین قدرت خنثی به اسم فزان وجود دارد که اسماً در امپراتوری کهکشانی وجود دارد. یک سیاره-دولت که با هر دو قدرت متخاصم تجارت می‌کند. همچنین یک فرقه زمینی وجود دارد که معتقد است انسان‌ها باید به زمین برگردند و در سراسر کهکشان محبوبیت پیدا کنند. در طول داستان، شخصیت‌های سیاسی اجرایی فزان، در هماهنگی با سلسله مراتب بالای فرقه زمینی، تعدادی از توطئه‌ها را ترتیب می‌دهند تا جریان جنگ کهکشانی را به نفع اهداف خود تغییر دهند. فزان در واقع وجود دارد و در منطقه ای از لیبی مدرن است که نقش تاریخی مشابهی را در داستان ایفا می‌کند.